# اکراس سفید استرالیایی
اکراس سفید استرالیایی (Threskiornis moluccus) پرنده‌ای از خانواده اکراس و تیره مرغ‌مقدسیان است.